# 花岡千春
花岡 千春（はなおか ちはる、1953年4月20日 - ）は日本のピアニスト。男性。

## 経歴
長野県松本市出身。東京芸術大学器楽科ピアノ専攻卒業、同大学院ピアノ専攻科修了。在学中よりNHK-FM放送、毎日新聞社主催「毎日ソリステン」などに出演。安川加壽子に師事。
大学院修了後、ただちにフランスへ留学。パリのエコールノルマル音楽院にて、アルフレッド・コルトーの高弟ジャン・ミコーに師事。翌年、演奏会資格の試験で審査員全員一致の第一等首席を取得、卒業。以後は同院のアシスタントとして後進の指導に当たりながら、ヨーロッパ各地で演奏。その後イタリアに移住し、アルフレード・カゼッラの高弟ピエロ・グワリーノのもとで古典イタリア音楽、および近・現代フランス、イタリア音楽の研鑽を積む。
フィナーレ・リグレ国際コンクール、マリオ・ザンフィ・リスト国際ピアノコンクール等に上位入賞。
帰国後は、ソロリサイタルをはじめ、室内楽や歌い手との共演、録音や放送で活躍。歌い手とのCD録音は多数に上る。洋楽受容期から第2次大戦に至る邦人ピアノ作品の演奏、CD録音など、この時期の作品の研究を続けている。テーマ性の強い独奏会は毎回評価を受けてきたが、特に1999年に開催の独奏会『パリ、祝祭と狂乱の1920年代』で文化庁芸術祭音楽部門大賞を受賞。2011年9月発売のCD「日本の変奏曲」で平成23年度(第66回)文化庁芸術祭賞レコード部門優秀賞受賞。2012年11月松本市文化芸術大賞受賞。
これまでに『1930年代のパリ、二つの大戦の狭間で』、『1930年代日本のピアノ曲の夕べ』、エリック・サティ「ソクラテス」、リカルド・ヴィニェスの独奏会等ポリニャック公爵夫人邸での3つの演奏会を再現した『ポリニャックのサロンで』、『サン=サーンスピアノトリオの夕べ』、『タンスマンを讃えて』、『プルーストの音楽を求めて』、別宮貞雄室内楽作品を網羅した全二夜の『別宮貞雄室内楽作品の夕べ』、『コルンゴルトを讃えて』、全三夜のプーランク独奏曲による『プーランクの夕べ』、未出版の自筆譜を含む二夜の『タイユフェールの夕べ』、『フランス鍵盤音楽の系譜』などのプログラムで演奏。
演奏活動と共に各地のコンクール審査員も歴任。2002年からは、文部科学省の新進芸術家海外派遣選考委員なども務めている。秋田大学助教授を経て、国立音楽大学で学部と大学院の教授、副学長、理事。現在は特任教授。

## ディスコグラフィー
- 「木の葉集～信時潔 ピアノ曲全集」(ベルウッドレコード 2004年9月)
- 「子供のために/花岡千春 タンスマンを弾く」(ベルウッドレコード 2006年4月)
- 「花林/雨の道〜橋本國彦、信時潔、畑中良輔 ピアノ作品集〜」(ベルウッドレコード 2007年2月)
- 「清瀬保二 ピアノ独奏曲全集」(ベルウッドレコード 2008年6月)
- 「フランスの花々〜花岡千春 タイユフェールを弾く」(ベルウッドレコード 2008年9月)
- 「日本のソナチネ 」(ベルウッドレコード 2009年9月)
- 「水色のワルツ〜ピアノがうたう昭和の流行歌」(ベルウッドレコード 2010年6月)
- 「日本の変奏曲」(ベルウッドレコード 2011年9月) レコード芸術 2011年12月号特選盤、平成23年度(第66回)芸術祭賞レコード部門優秀賞受賞。
- 「日本の舞曲」(ベルウッドレコード 2012年8月)
- 「日本のシネマ〜映画音楽作曲家のピアノ曲」(ベルウッドレコード 2013年9月)
- 「チェレプニン コレクション ピアノ曲集 花岡千春」(ベルウッドレコード 2014年9月)

## 著書・楽譜
- 楽譜「信時潔 ピアノ曲集」(春秋社 復刻版校訂2005年7月)
- 著書「ピアノを弾くということ。」(フィルムアート社 2007年6月)
- 楽譜「畑中良輔 前奏曲/花林」(音楽之友社 編曲、校訂 2010年2月)